# Aipytos (Sohn des Hippothoos)
Aipytos (altgriechisch Αἴπυτος Aípytos) ist in der Griechischen Mythologie ein König von Arkadien.
Aipytos war der Sohn des Hippothoos und regierte in der antiken arkadischen Stadt Trapezous. Er drang gewaltsam in das Heiligtum des Poseidon Hippios zu Mantineia ein, dessen Betreten allen Sterblichen verboten war. Zur Strafe erblindete er sofort und starb wenig später. Sein Sohn war Kypselos, der ebenfalls arkadischer König wurde.